# Десі Реєрс
Десі Реєрс (нід. Desi Reijers, 4 червня 1964) — нідерландська плавчиня.
Срібна медалістка Олімпійських Ігор 1984 року в естафеті 4х100 метрів вільним стилем.